# Россия молодая (либеральное движение)
Общероссийское Политическое Общественное Движение «Россия Молодая» (ОПОД «Россия Молодая») — российское либеральное политическое движение, «созданное в Интернете» и существовавшее с 1998 по 2001 годы, одно из основателей избирательного блока «Союз правых сил». Главой движения был сопредседатель Партии народной свободы и один из лидеров ОДД «Солидарность» Борис Немцов.

## Идеология
Программные принципы движения были выработаны в открытой дискуссии в Интернете.

### Декларация
- Одной из главных задач, которую мы ставим перед собой, является задача подготовки управленческих кадров. Мы верим, что они могут и должны заменить тупых и алчных управляющих, часто путающих государственный карман с личным.
- За время правления в России коммунистов и олигархов из страны были вывезены десятки миллиардов долларов так необходимых сегодня российской экономике. Мы создадим в России стабильную экономическую и правовую ситуацию с открытыми и едиными для всех правилами, гарантирующими защиту прав собственника и тогда вывезенные за рубеж деньги вернутся и станут работать в России. Мы до предела упростим налоговую систему, снизим налоги с предприятий, добьемся жесткой и беспрекословной их выплаты. Мы примем законы, направленные на поддержку и развитие малого бизнеса, в котором видим основу будущего процветания страны.
- Мы выступаем за переход к профессиональной армии.
- Мы считаем, что каждый руководитель, отказывающийся выплачивать налоги в казну должен быть уволен и наказан.
- Мы выступаем за единую и неделимую Россию.
- Мы выступаем за принятие закона, который снимет неприкосновенность с депутатов всех уровней.
- Мы не может целиком и полностью зависеть от импорта.
- Мы считаем глупым и бессмысленным тупое проедание брошенных нам с Запада денег. Мы считаем необходимым создать в России благоприятные условия для привлечения инвестиций, направляя их в реальный сектор экономики.
- Мы считаем, что процесс общенационального покаяния должен быть доведен до логического завершения. Тело Владимира Ульянова (Ленина) должно быть предано земле.

### Обращение оргкомитета
- Старая политическая элита страны дискредитировала не только себя, но и саму идею демократии.
- Молодые к власти
- Открытые двери в бизнес
- «Россия Молодая» не допустит расхищения государственного бюджета олигархами, заставит их в полном объеме платить налоги, упразднит вызывающие привилегии чиновников.
- Отслужишь — заработаешь, не хочешь — плати.
- Коммунисты уже сейчас требуют отдать под их контроль «аморальное» ТВ, призвать к ответу «зарвавшихся» журналистов, оградить молодежь от «чуждого» влияния. Пытаются навязать обществу свою идейную опеку. Нетрудно догадаться, что они будут делать, если придут к власти. То же, что и их идейные предшественники. Задача #1 движения «Россия Молодая» — защитить свободу.
- Каждый молодой человек, ставший жертвой произвола и несправедливости, обратившись к нам, может быть уверен «Россия Молодая» сделает все, чтобы ему помочь.

### Цели
- Навести порядок. Свобода и справедливость не могут существовать без порядка и законности.
- Защитить свободу. Свобода в России под угрозой.
- «Россия Молодая» будет добиваться создания в России общества социальной справедливости.
- Поднять уровень жизни
- Остановить рост цен реально

## История
20 октября газета Коммерсант опубликовала статью, где говорилось, что Борис Немцов выступил с политической инициативой на своей страничке в Интернете www.nemtsov.ru. Сообщалось, что Немцов считает, что к его блоку могут присоединиться Сергей Кириенко, Ирина Хакамада, Григорий Явлинский, а заодно и все «приличные люди, у кого есть голова на плечах». Однако, Кириенко не собирался вступать в немцовский блок и на выборы в Думу собирался идти отдельно от него.
В ходе опроса, проведенного ВЦИОМ 20-25 ноября 1998 года, «Россия молодая» набрала 1 %.
27 ноября 1998 года на сайте nemtsov.ru была опубликована Декларация движения «Россия Молодая». Также предлагалось вступить в движение через Интернет, заполнив специальную форму.
Общероссийское политическое общественное движение «Россия молодая» зарегистрировано Министерством юстиции Российской Федерации 17 декабря 1998 года. 18 декабря 1998 года лидер Борис Немцов получил свидетельство о регистрации из рук министра юстиции Павла Крашенинникова. По словам Бориса Немцова, так, как «Россия молодая», не рождалось ни одно политическое движение в мире: «На официальную регистрацию движения меня вынудили собеседники по Интернету». «Уже сейчас наши отделения созданы в 49 регионах,— заявил Борис Немцов.— Всего в движение записалось чуть больше 1000 человек. Но буквально каждый день вступают по сто человек».
На первом съезде, прошедшем в феврале 1999 года было принято решение о вхождении в коалицию «Правое дело».
В апреле 1999 года движение «Россия Молодая» объявляет о своем участии в инициативе блока «Правое Дело» по сбору подписей за прекращение войны на Балканах.
Между 28 и 29 апреля 1999 года объявлено, что на www.rosmol.ru открыт официальный веб-сайт Общероссийского Политического Общественного Движения «Россия Молодая».
Первый съезд движения прошёл 15-16 мая 1999 года в Санкт-Петербурге.
28 августа 1999 года состоялся 2-й съезд ОПОД «Россия Молодая» .
16 января 2000 года в Москве состоялось собрание актива ОПОД «Россия Молодая», на котором постановили: Принять участие в создании единого политического объединения на базе избирательного блока СПС и подготовке объединительной конференции, сохранить ОПОД «Россия Молодая» в ближайшем будущем для обеспечения возможности участия в региональных выборах различного уровня, считать целесообразным участие в новом объединении в качестве коллективного члена .
18 сентября 2000 г. в Москве под руководством Председателя ОПОД «Россия Молодая» — руководителя фракции «Союз Правых Сил» в Государственной Думе РФ Бориса Немцова состоялось заседание Политсовета Движения .
28 апреля 2001 года движение «Россия молодая» объявило о самороспуске, чтобы в дальнейшем вступить в партию «Союз правых сил» . Такое решение принято на состоявшемся в Москве 4-м съезде этого общественно-политического движения. На съезде избраны 28 делегатов от «России Молодой» на съезд СПС, а также были приняты за основу проекты устава и программы новой правой партии и проект кодекса политической ответственности члена СПС.